# 年ノ神6号墳
年ノ神6号墳（としのかみろくごうふん）は、兵庫県三木市島町にあった古墳。形状は方墳。年ノ神古墳群を構成した古墳の1つ。現在では墳丘は失われている。出土品は兵庫県指定重要文化財に指定されている。

## 概要
兵庫県南部、加古川支流の美嚢川を見下ろす丘陵尾根の緩斜面上に築造された古墳である。尾根上に分布する中期-後期の年ノ神古墳群12基のうちでは西端に位置する。1994年（平成6年）に山陽自動車道建設に伴う発掘調査が実施されている。
墳丘は尾根の東西を2本の溝で区切って構築されており、墳形は墳丘主軸を東西方向とする方形で、長辺13メートル・短辺10メートル・高さ0.85メートルを測る。墳丘外表で葺石・埴輪は認められていない。埋葬施設は割竹形木棺直葬1基で、墳頂において墓壙内に木棺を据える。埋葬施設は調査時点で未盗掘であり、東頭位と推定される棺の内外から、銅鏡・玉類・武器・農工具・短甲・韓式土器などが良好な遺存状態で検出されている。築造時期は古墳時代中期の5世紀中葉頃と推定される。
出土品は2004年（平成16年）に兵庫県指定重要文化財に指定されている。

## 遺跡歴
- 1994年（平成6年）、山陽自動車道建設に伴う発掘調査（兵庫県教育委員会、2002年に報告）。
- 2004年（平成16年）3月9日、兵庫県指定重要文化財に指定。

## 出土品

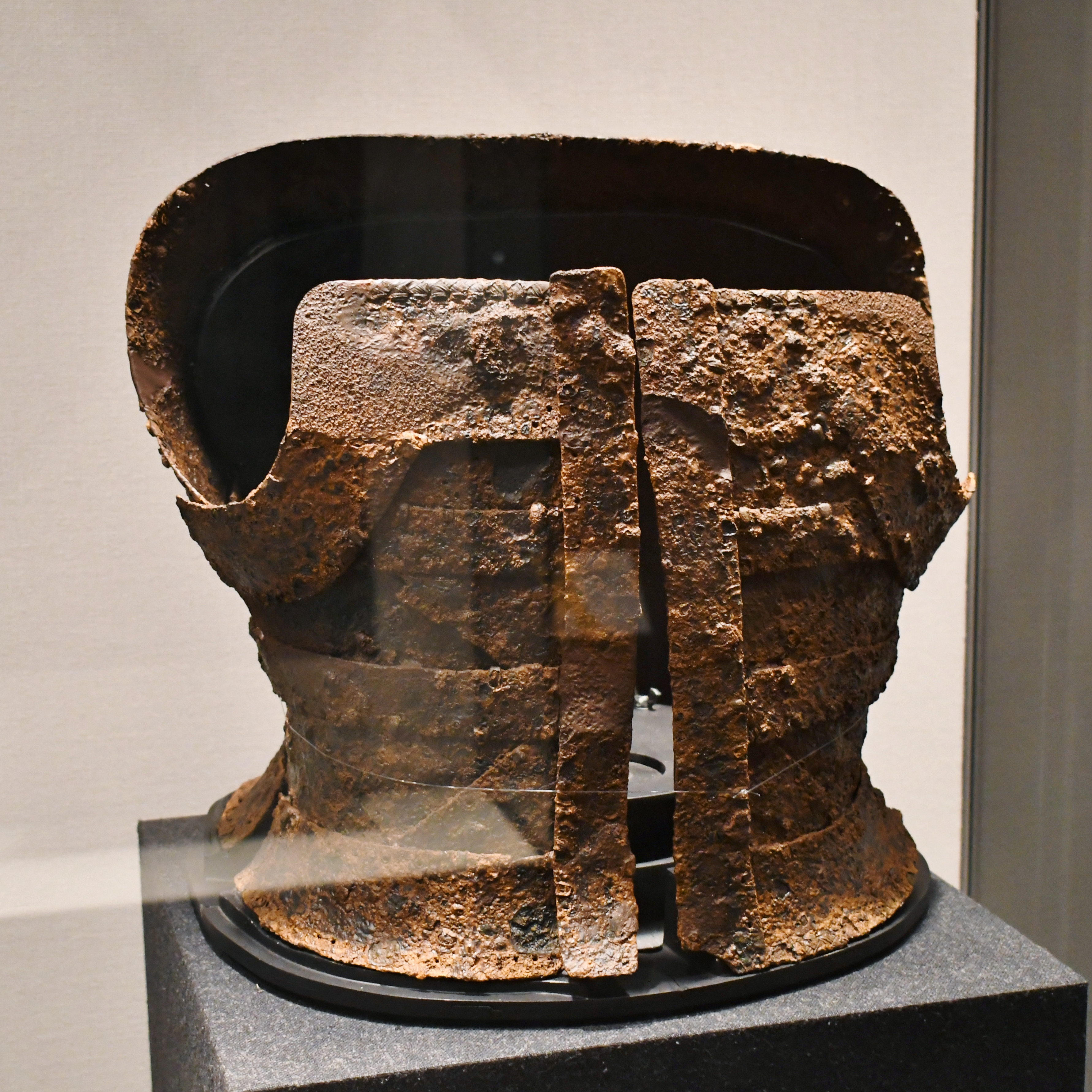
三角板革綴短甲兵庫県立考古博物館展示。

発掘調査で埋葬施設から検出された副葬品は次の通り。
棺内
- 東半部
  - 四獣鏡 1
  - ヒスイ製勾玉 1
  - ガラス小玉 多数
  - 竪櫛 3
  - 三角板革綴短甲 1 - 内部に頸甲、肩甲。鉄板の連接に無関係の箇所に革綴があるほか、三角板の方向が通常とは逆の特異な構造である[2]。

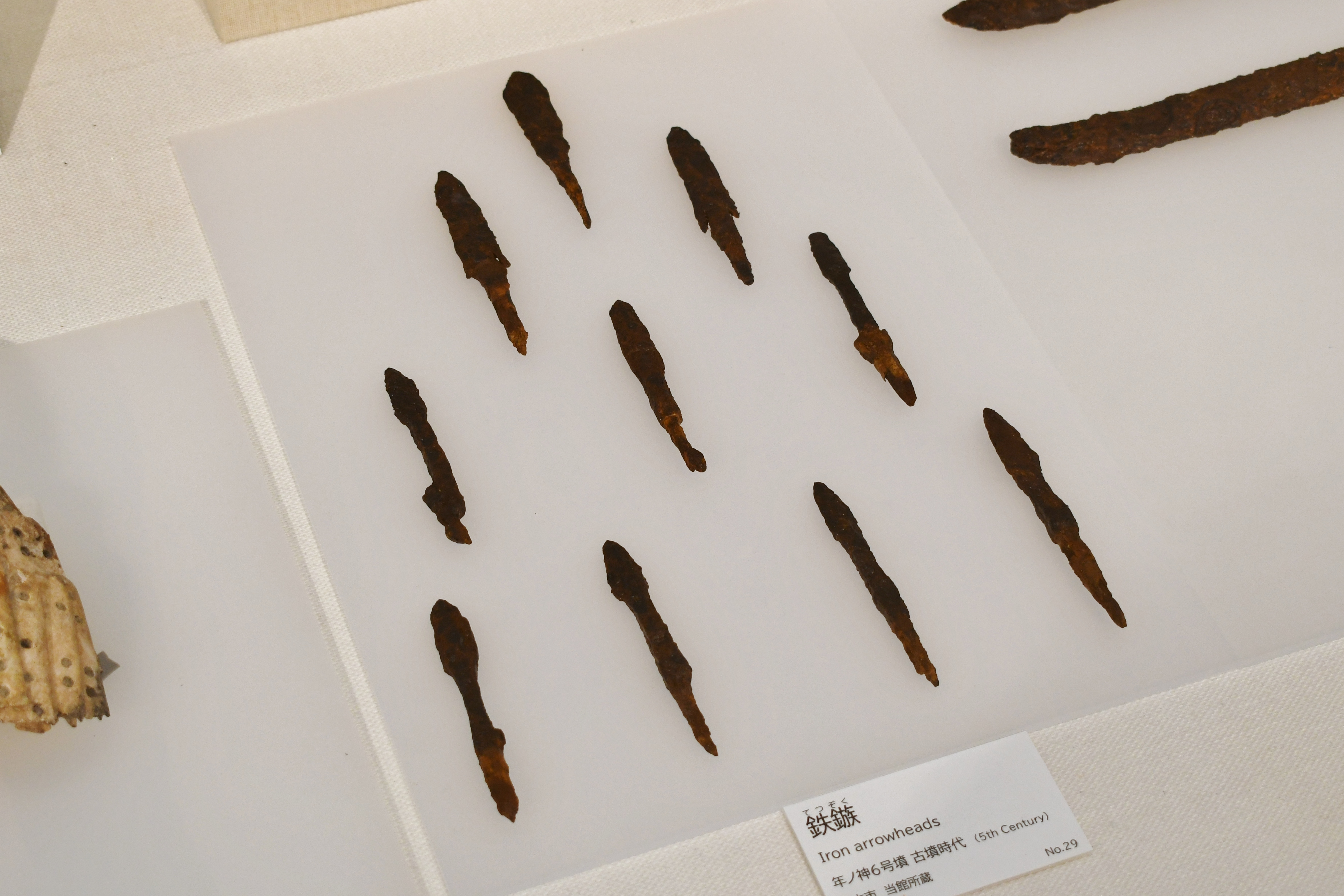
鉄鏃 兵庫県立考古博物館企画展示時に撮影。
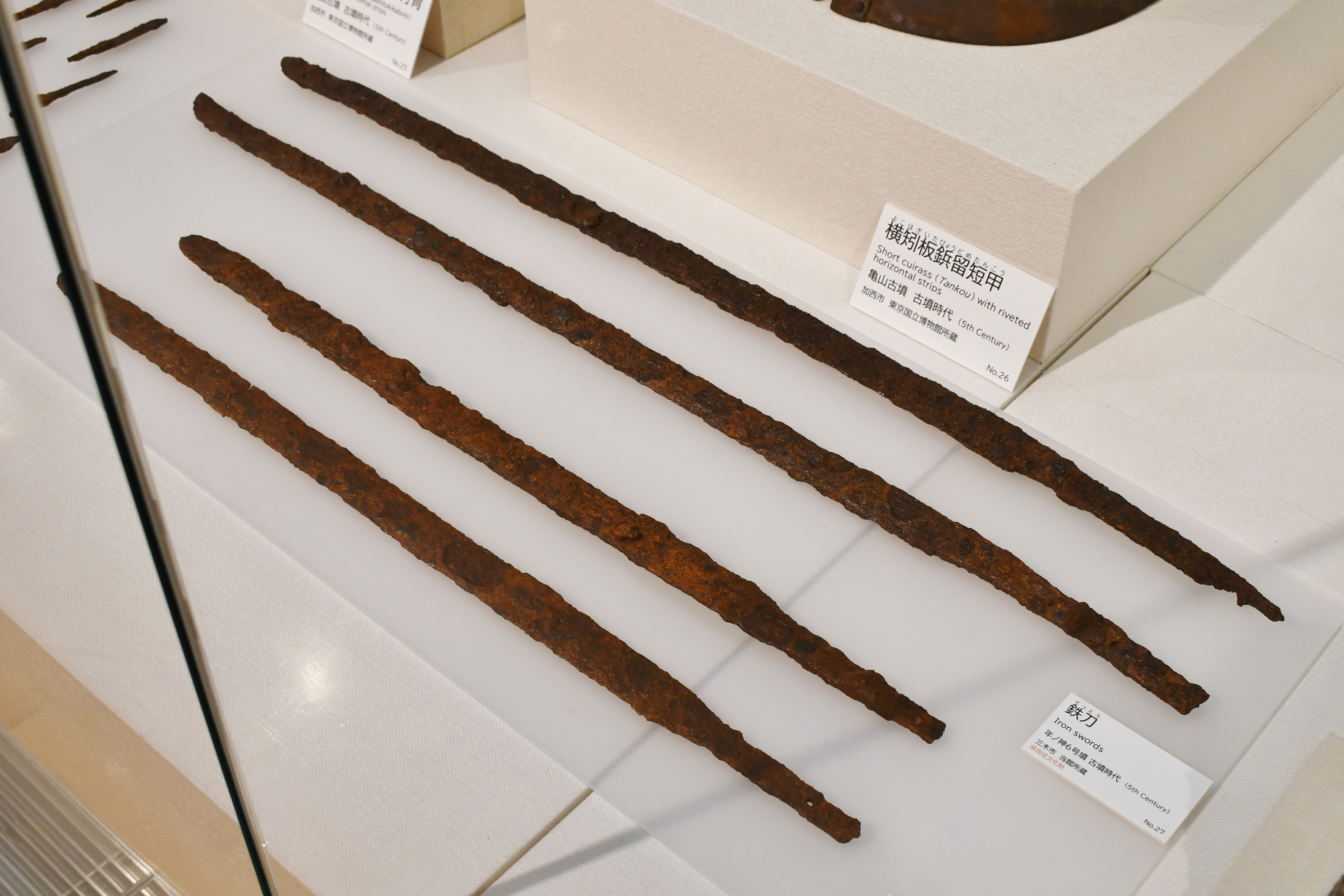
鉄剣・鉄刀 兵庫県立考古博物館企画展示時に撮影。

  - 形状不明漆製品痕跡
- 西半部
  - 鉄刀 2
  - 鉄剣 1
  - 刀子 1

棺外
- 中央部棺上
  - 袋状鉄斧 2
  - U字鋤先 1
- 東側小口付近棺上
  - 鉇 1
  - 曲刃鎌 1
- 南西側面
  - 鉄剣 1
  - 鉄鏃 57

- 鉄鏃
兵庫県立考古博物館企画展示時に撮影。
- 鉄剣・鉄刀
兵庫県立考古博物館企画展示時に撮影。

## 文化財

### 兵庫県指定文化財
- 重要文化財（有形文化財）
  - 年ノ神6号墳出土品 327点（考古資料） - 内訳は以下。兵庫県立考古博物館保管。2004年（平成16年）3月9日指定。
    - 銅鏡 1
    - 勾玉 1
    - 鉄剣 2
    - 鉄刀 2
    - 鉄鏃 57
    - 三角板革綴短甲 1
    - 頸甲 1
    - 肩甲 1
    - 刀子 1
    - 鉄斧 2
    - 鋤先 1
    - 曲刃鎌 1
    - ヤリガンナ 2
    - ガラス小玉 251
    - 須恵器 2
    - 韓式土器 1

## 関連施設
- 兵庫県立考古博物館（兵庫県加古郡播磨町大中） - 年ノ神6号墳の出土品を保管。

## 関連文献
（記事執筆に使用していない関連文献）
- 『年ノ神古墳群 -山陽自動車道建設に伴う埋蔵文化財発掘調査報告36-』兵庫県教育委員会〈兵庫県文化財調査報告第234冊〉、2002年。